# Kevin Zegers
Pour les articles homonymes, voir Zegers.
Kevin Zegers, né le 19 septembre 1984 à Woodstock, dans l'Ontario, est un acteur et mannequin canadien.

## Biographie
Kevin Zegers est le fils de Jim et Mary Ellen Zegers, il a deux sœurs, Krista et Katie. Ses grands-parents sont nés aux Pays-Bas .
Il a étudié à l'école catholique francophone et est donc un Ontarien bilingue franco-anglais.

### Vie privée
Il est marié à Jaime Feld depuis 2013. Ils ont des jumelles nées en 2015, Zoe Madison and Blake Everleigh Zegers.

## Carrière
En 1993, il tient son premier rôle sur grand écran en jouant dans Graine de star ; la vedette du film est Michael J. Fox. Un an plus tard, il prête sa voix à Einstein le dauphin dans la série télévisée américaine Free Willy.
Après de nombreux seconds rôles, il est révélé au grand public par son rôle dans la saga pour enfants Airbud (1,2,3 et 4) dans laquelle il incarne Josh. Sa carrière d'enfant star se poursuit avec Nico la licorne, un conte fantastique où il joue le rôle principal, celui d'un jeune handicapé qui se lie d'amitié avec une licorne aux pouvoirs surnaturels.
Il s'essaie au registre dramatique avec le rôle d'un adolescent au parcours difficile dans le téléfilm L'incroyable Madame Ritchie, tourné en 2003 au Canada.
Après deux films d'horreur (Détour mortel et le remake de L'Armée des morts), Kevin Zegers se penche sur des longs-métrages plus personnels. 2005 marque ainsi un tournant majeur dans sa carrière. En effet, il tient le rôle masculin principal du film indépendant Transamerica aux côtés de Felicity Huffman (une des actrices de Desperate Housewives) : le film est nommé aux Academy Awards et la prestation de Zegers en adolescent trouble, drogué et prostitué, est acclamée par les critiques. Il remporte à la 59e édition du Festival de Cannes le Trophée Chopard ; ce prix récompense les révélations masculines et féminines du cinéma depuis 2001.

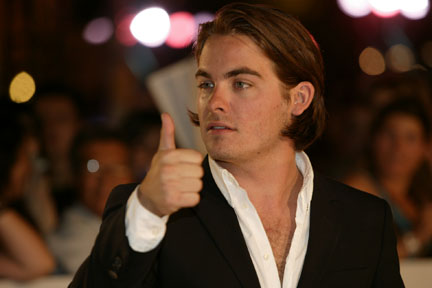
Kevin Zegers en 2007, au Festival international du film de Toronto.

Entre 2006 et 2007, Kevin Zegers se consacre au cinéma : il joue avec Samaire Armstrong dans la comédie romantique It's a Boy Girl Thing puis enchaîne avec Lettre ouverte à Jane Austen, où il interprète le rôle d'un étudiant épris de sa professeur. Il forme avec Sophia Bush le couple principal de The Last Shot aux côtés d'Eddie Cahill (Les Experts) et Monica Keena (Dawson).
Il a fait quelques apparitions dans plusieurs séries télévisées à succès : il tient notamment les rôles de Brandon dans Dr House (épisode 3 "Chercher l'erreur" - saison 1) et de Seth Nelson dans Smallville (épisode 7 "L'aimant humain" - saison 3). Il joue aussi le personnage de Damian Dalgaard dans les saisons 3 et 4 de Gossip Girl.
Après un thriller à l'accueil mitigé (Frozen) et un projet avorté sur Bonnie et Clyde, Kevin Zegers s'investit dans le blockbuster The Mortal Instruments: City of Bones, adapté du best-seller de Cassandra Clare, La Cité des ténèbres. Il campera l'un des personnags principaux (Alec Lightwood) et intègre ainsi une distribution prestigieuse qui réunit déjà Lena Headey, Lily Collins, Jonathan Rhys Meyers ou encore Jamie Campbell Bower et Robert Sheehan.
En 2012, il joue le personnage de Mark Muir aux côtés de Neve Campbell dans la série Titanic : de sang et d'acier.

### Autres informations
Il est devenu récemment l'égérie de la marque Calvin Klein. Il a notamment tourné la pub du parfum CK (Ckin2U) où il forme un couple glamour avec Freja Beha Erichsen.

## Filmographie

### Cinéma

#### Longs métrages
- 1993 : L'Enfance de l'art (Life with Mikey) de Francis Girod : Michael « Mickey » Chapman jeune
- 1995 : L'Antre de la folie (In the Mouth of Madness) de John Carpenter : Un enfant
- 1996 : Specimen de John Bradshaw : Bart
- 1997 : Air Bud : Buddy star des paniers (Air Bud) de Charles Martin Smith : Josh Framm
- 1998 : Nico la licorne (Nico the Unicorn) de Graeme Campbell : Billy Hastings
- 1998 : Air Bud 2 (Air Bud : Golden Receiver) de Richard Martin : Josh Framm
- 1998 : Shadow Builder de Jamie Dixon : Chris Hatcher
- 1999 : L'Île au trésor (Treasure Island) de Peter Rowe : Jim Hawkins
- 1999 : Komodo de Michael Lantieri (en) : Patrick Connally
- 1999 : Four Days de Curtis Wehrfritz : Simon
- 2000 : Air Bud 3 (Air Bud : World Pup) de Bill Bannerman : Josh Framm
- 2000 : L'amour au menu (Time Share) de Sharon von Wietersheim : Thomas Weiland
- 2000 : Jack, roi de la glisse (MVP : Most Valuable Primate) de Robert Vince : Steven Westover
- 2002 : Air Bud 4 : Un chien du tonnerre (Air Bud : Seventh Inning Fetch) de Robert Vince : Josh Framm
- 2002 : La Chevauchée de Virginia (Virginia's Run) de Peter Markle : Darrow Raines
- 2003 : Fear of the Dark de K.C. Bascombe : Dale Billings
- 2003 : Détour mortel (Wrong Turn) de Rob Schmidt : Evan
- 2004 : L'Armée des morts (Dawn of the Dead) de Zack Snyder : Terry
- 2004 : Some Things That Stay de Gail Harvey : Rusty Murphy
- 2005 : Transamerica de Duncan Tucker : Toby
- 2006 : Zoom : L'Académie des super-héros (Zoom) de Peter Hewitt : Connor Shepard / Concussion
- 2006 : Toi, c'est moi (It's a Boy Girl Thing) de Nick Hurranen : Woody
- 2007 : Lettre ouverte à Jane Austen (The Jane Austen Book Club) de Robin Swicord : Trey
- 2007 : Normal de Carl Bessai : Jordie
- 2007 : The Stone Angel de Kari Skogland : John
- 2008 : Gardens of the Night de Damian Harris : Frank
- 2008 : The Narrows de François Velle : Mike Manadoro
- 2008 : La Guerre de l'ombre (Fifty Dead Men Walking) de Kari Skogland : Sean
- 2009 : The Perfect Age of Rock 'n' Roll de Scott D. Rosenbaum : Spyder
- 2010 : Frozen d'Adam Green : Dan Walker
- 2011 : Vampire de Shunji Iwai : Simon
- 2011 : Haute Tension (The Entitled) d'Aaron Woodley : Paul Dynan
- 2011 : Girl Walks into a Bar de Sebastian Gutierrez : Billy
- 2013 : The Mortal Instruments : La Cité des ténèbres (The Mortal Instruments: City of Bones) d'Harald Zwart : Alexander « Alec » Lightwood
- 2013 : The Colony de Jeff Renfroe : Sam
- 2013 : All the Wrong Reasons de Gia Milani : Simon Brunson
- 2015 : The Curse of Downers Grove de Derick Martini : Chuck
- 2015 : Sleepwalker d'Elliott Lester : Dr. Koslov
- 2017 : Aftermath d'Elliott Lester : John Gullick
- 2017 : Another Kind of Wedding de Pat Kiely : Kurt
- 2019 : Nighthawks de Grant S. Johnson : Chad
- 2022 : Corrective Measures - Mutants surpuissants (Corrective Measures) de Sean O'Reilly : Capitaine Jason Brody

### Télévision

#### Séries télévisées
- 1992 : Street Legal (en) : Jeremy Morris
- 1993 - 1994 : Crypte Show (Tales from the Cryptkeeper) : Jeremy (voix)
- 1994 : Sauvez Willy (Free Willy) : Einstein le dauphin (voix)
- 1994 - 1997 : Le Bus magique (The Magic School Bus) : Mikey Ramon (voix)
- 1995 : X-Files : Aux frontières du réel (The X-Files) : Kevin Kryder
- 1995 : Les contes d'Avonlea (Road to Avonlea) : Gordon Bradley
- 1996 : Chair de poule (Goosebumps) : Noah Thompson
- 1996 - 1997 : Haute finance (Traders) : Sean Blake
- 1999 : Aux frontières de l'étrange (So Weird) : Ryan Ollman
- 1999 : Destins croisés (Twice in a Lifetime) : Flash Jericho jeune
- 2000 - 2001 : Titans : Ethan Benchley
- 2003 : Smallville : Seth Nelson
- 2004 : Dr House (House M.D.) : Brandon Merrell
- 2009 - 2011 : Gossip Girl : Damian Dalgaard
- 2012 : Titanic : De sang et d'acier : Dr Mark Muir
- 2014 : Gracepoint : Owen Burke
- 2016 : Notorious : Oscar Keaton
- 2018 : Fear The Walking Dead : Mel
- 2018 - 2019 : Dirty John : Toby Sellars
- 2019 - 2020 : Power : Beau Radnor
- 2021 : Rebel : Dr Nathaniel Flynn
- 2022 : The Rookie : Le Flic de Los Angeles (The Rookie) : Brendon Acres
- 2022 - 2023 : The Rookie : Feds : Brendon Acres
- 2024 : Docteur Odyssey : Bennet

#### Téléfilms
- 1994 : Thicker Than Blood : The Larry McLinden Story de Judson Klinger : Larry en 1954
- 1995 : Le Silence de l'adultère (The Silence of Adultery) de Steven Hilliard Stern : Steven Harvett
- 1996 : Meurtres sur l'Iditarod (Murder on the Iditarod Trail) de Paul Schneider : Matthew Arnold
- 1997 : Rose Hill de Christopher Cain : Cole Clayborne à 13 ans
- 1997 : A Call to Remember de Jack Bender : Ben Tobias
- 1999 : It Came from the Sky de Jack Bender : Andy Bridges
- 2001 : Au-delà de l'infidélité (Sex, Lies & Obsession) de Douglas Barr : Josh Thomas
- 2003 : L'incroyable Mme Ritchie (The Incredible Mrs. Ritchie) de Paul Johansson : Charlie
- 2004 : The Hollow de Kyle Newman : Ian Cranston
- 2005 : Felicity : Une jeune fille indépendante (Felicity : An American Girl Adventure) de Nadia Tass : Ben Davidson

## Distinctions
| Année | Award               | Prix                                                                                              | Résultat | Film                             |
| ----- | ------------------- | ------------------------------------------------------------------------------------------------- | -------- | -------------------------------- |
| 1998  | Young Star Awards   | Meilleure performance pour un jeune acteur dans une comédie                                       | Nommé    | Air Bud : Buddy star des paniers |
| 1998  | Young Artist Awards | Meilleure performance pour un jeune acteur pour un premier rôle dans un film de cinéma            | Lauréat  | Air Bud : Buddy star des paniers |
| 1998  | Young Artist Awards | Meilleure performance d'ensemble pour un téléfilm ou un film de cinéma                            | Nommé    | Rose Hill                        |
| 1998  | Young Artist Awards | Meilleure performance dans un téléfilm/pilote/mini-série pour un jeune acteur dans un second rôle | Nommé    | A call to remember               |
| 1999  | Young Artist Awards | Meilleure performance pour un jeune acteur pour un premier rôle dans un film de cinéma            | Nommé    | Air Bud 2                        |
| 2001  | Young Artist Awards | Meilleure performance pour un jeune acteur pour un premier rôle dans un film de cinéma            | Nommé    | MVP: Most Valuable Primate       |
| 2006  | Trophée Chopard     | Révélation masculine                                                                              | Lauréat  | Transamerica                     |
| 2010  | Fright Meter Awards | Meilleur acteur dans un second rôle                                                               | Lauréat  | Frozen                           |